# عبدالعلی پورشاسب
عبدالعلی پورشاسب (زاده ۱۳۲۷ کرمانشاه) سرتیپ ارتش جمهوری اسلامی ایران است، که از ابتدای سال ۱۳۷۶ تا ۱۹ بهمن ۱۳۷۹ فرمانده نیروی زمینی ارتش جمهوری اسلامی ایران بود.
پورشاسب از ۱۳۷۹ تا ۱۳۸۴ ریاست ستاد مشترک ارتش را برعهده داشت، در فاصله سالهای ۱۳۸۴ تا ۱۳۹۲ معاون بازرسی ستاد کل نیروهای مسلح بود، از ۱۳۹۲ تا ۱۳۹۵ به‌عنوان جانشین معاون ارکان و امور مشترک ستاد کل نیروهای مسلح فعالیت می‌کرد و از ۱۳۹۵ تا ۱۳۹۷ نیز معاون نظارت و ارزیابی قرارگاه مرکزی خاتم‌الانبیا بود. وی هم‌اکنون جانشین پژوهشگاه علوم و معارف دفاع مقدس است، همچنین به‌عنوان مدرس دانشگاه عالی دفاع ملی و دانشگاه فرماندهی و ستاد آجا فعالیت می‌کند.

## زندگی‌نامه
عبدالعلی پورشاسب در سال ۱۳۲۷ در شهر کرمانشاه زاده شد. وی پس از طی تحصیلات ابتدایی و متوسطه، در سال ۱۳۴۶ به استخدام ارتش شاهنشاهی ایران درآمد و پس از حضور در ارتش، دوره‌های دانشکده افسری، مقدماتی زرهی، عالی زرهی، دانشکده فرماندهی و ستاد ارتش ایران و دانشکده فرماندهی و ستاد پاکستان را پشت سر گذاشت.
از سوابق مسئولیتی وی در طول دوران جنگ ایران و عراق می‌توان به جانشین و فرمانده گردان ۲۶۴ تانک در لشکر ۹۲ زرهی اهواز و سرپرست فرماندهی تیپ ۳۷ زرهی شیراز اشاره کرد.
پورشاسب پس از جنگ نیز عهده‌دار مسئولیت‌هایی همچون فرماندهی مرکز آموزش زرهی شیراز، استاد دانشکده فرماندهی و ستاد، رئیس دانشکده دفاع دانشگاه عالی دفاع ملی و رئیس اداره آموزش آجا بود.
وی از اول تیر ماه سال ۱۳۷۵ مسئولیت ریاست اداره پنجم ستاد مشترک ارتش را تا تاریخ هفتم خردادماه ۱۳۷۶ برعهده داشت، سپس به‌عنوان جانشین و سرپرست فرمانده نیروی زمینی ارتش برگزیده شد.
پورشاسب از مهرماه سال ۱۳۷۶ تا ۱۷ بهمن‌ماه ۱۳۷۹ عهده‌دار فرماندهی نیروی زمینی ارتش جمهوری اسلامی ایران بود. او سپس در سمت رئیس ستاد مشترک آجا منصوب شد و تا سال ۱۳۸۴ نیز این مسئولیت را برعهده داشت، در ادامه در سال ۱۳۸۴ به عنوان معاونت بازرسی ستاد کل نیروهای مسلح منصوب شد و تا سال ۱۳۹۲ در این جایگاه فعالیت نمود. وی از ۱۳۹۲ تا ۱۳۹۵ به‌عنوان جانشین ارکان و امور مشترک ستاد کل نیروهای مسلح مشغول به فعالیت بود. پورشاسب در سال ۱۳۹۵ به‌عنوان معاون نظارت و ارزیابی قرارگاه مرکزی خاتم‌الانبیا منصوب شد و تا سال ۱۳۹۷ نیز در این جایگاه فعالیت نمود.
وی هم‌اکنون جانشین پژوهشگاه علوم و معارف دفاع مقدس ستاد کل نیروهای مسلح است و همزمان در دانشگاه عالی دفاع ملی و دانشگاه فرماندهی و ستاد آجا تدریس می‌کند.

## فرماندهی نیروی زمینی ارتش
پورشاسب از خردادماه ۱۳۷۶ تا مهرماه همان سال، جانشینی فرمانده نیروی زمینی ارتش را برعهده داشت، سپس جایگزین فرمانده وقت نیروی زمینی؛ سرتیپ احمد دادبین شد. او از مهرماه ۱۳۷۶ تا ۱۷ بهمن‌ماه ۱۳۷۹ فرمانده نیروی زمینی ارتش جمهوری اسلامی ایران بود.

## ریاست ستاد مشترک ارتش
پورشاسب از ۱۳۷۹ تا مهرماه ۱۳۸۴ به عنوان یازدهمین نظامی بعد از انقلاب مسئولیت رئیس ستاد مشترک ارتش جمهوری اسلامی ایران را بر عهده داشت و سپس با حکم آیت الله خامنه ای به عنوان معاون بازرسی ستاد کل نیروهای مسلح منصوب گردید و مدتی نیز بعنوان جانشین سرلشکر باقری در ریاست ارکان و امور مشترک نیروهای مسلح مشغول به خدمت بود. وی هم‌اکنون معاون ارزیابی قرارگاه مرکزی خاتم الانبیا است و همزمان در دانشگاه عالی دفاع ملی و دافوس آجا تدریس می‌کند.

## جایزه‌ها و نشان‌های افتخار
این بخش شامل نشان‌ها و جایزه‌های رسمی عبدالعلی پورشاسب است، که بر روی لباس همسان او نصب می‌شود، ولی جایزه‌های غیرنظامی و غیررسمی را در برنخواهد داشت.

### آرم‌ها
| آرم‌های سینه           |                         |
| آجا                   | دانشگاه فرماندهی و ستاد |
| دانشگاه عالی دفاع ملی |                         |

| آرم‌های بازو          |
| ستاد کل نیروهای مسلح |

### نوار نشان‌ها
|  |  |  |
|  |  |  |
|  |  |  |

### نام نشان‌ها
| نشان دانش              |                     |           |
| دوره دافوس             | دوره علوم استراتژیک |           |
| دوره دوم دانشگاه افسری | دوره مقدماتی        | دوره عالی |